# Prosta rzecz
Prosta rzecz – singel Artura Rojka, Katarzyny Nosowskiej oraz Krzysztofa „Grabaża” Grabowskiego. Utwór wyprodukował i zmiksował Andrzej Smolik, natomiast mastering wykonał Jacek Gawłowski.
Inicjatorem pomysłu był wokalista Myslovitz, który do tego projektu postanowił zaprosić dwójkę swych przyjaciół-artystów, będących jednocześnie wielkimi miłośnikami futbolu i wspólnie z nimi przekazać zaangażowanie ulubionej dyscyplinie sportu.
Utwór napisany został z myślą o piłkarskiej reprezentacji Polski i w 2005 miał stać się jej nieoficjalnym hymnem (na czas decydujących spotkań eliminacji finałów Mistrzostw Świata'2006), jednak z różnych powodów nim nie został. 
Przypadkowo koncepcja stworzenia piosenki zbiegła się w czasie z utworzeniem Idea Ekstraklasy, więc - na potrzeby Idea Fair Play - zaadaptował ją główny organizator tego konkursu Polska Telefonia Komórkowa „Centertel” Sp. z o.o. (jednocześnie tytularny sponsor polskiej I ligi).
Wykonawcami są Katarzyna Nosowska (fanka Legii Warszawa), Krzysztof „Grabaż” Grabowski (kibic Lecha Poznań) i Artur Rojek (sympatyk GKS Katowice).
Teledysk - nakręcony pod koniec kwietnia 2005 na jednym z podwórek warszawskiej Pragi, z inspiracji managementu Artura Rojka i zaproszonego do współpracy Piotra Rzepińskiego - utrzymany jest w surowej konwencji polskiego podwórka ze wszystkimi jego charakterystycznymi elementami (dlatego posiada wersję czarno-białą). Przekazuje pasję i emocje towarzyszące futbolowi nierozłącznie, ale pamięta także o innym wymiarze tej gry – honorowej rywalizacji zgodnie z zasadami fair play. Zachęcając do gry w piłkę, opowiada także o tym, że warto poświęcać się dla swojej pasji, by osiągnąć sukces. Widzimy w nim grupę kilkunastoletnich chłopców rozgrywających jeden z wielu meczów na przydomowym boisku. Podczas jego trwania każdy z nich snuje marzenia o wielkiej, piłkarskiej karierze, a zdobywając bramki słyszy w wyobraźni ogłuszający ryk stadionu dopingującego jego drużynę. Motyw przewodni całego utworu stanowi wiara we własne siły i gotowość podejmowania wyzwań. Dodatkowo ma on zagrzewać do sportowej rywalizacji na boisku, a także do kulturalnego kibicowania na stadionach, spełniając tym samym rolę edukacyjną.
Oficjalna premiera singla oraz wideoklipu odbyła się 4 maja 2005.